# Битка при Уайт Плейнс
Битката при Уайт Плейнс е битка от кампанията в Ню Йорк и Ню Джърси на Американската война за независимост, водена на 28 октомври 1776 г. близо до Уайт Плейнс, Ню Йорк. След отстъплението на Континенталната армия на Джордж Уошингтън на север от Ню Йорк Сити, британския генерал Уилям Хау дебаркира с войските си в окръг Уестчестър с намерение да отреже пътят за бягство на Уошингтън. Уведомен за този ход, Уошингтън се изтегля по-нататък, установявайки позицията си в село Уайт Плейнс, но не успява да установи твърд контрол над местните възвишения. Войските на Хау изтикват войските на Уошингтън от хълм близо до селото; след тази загуба, Уошингтън нарежда на американците да отстъпят по на север.
По-късно британски движения преследват Уошингтън из Ню Джърси и в Пенсилвания. Уошингтън след това прекосява р. Делауеър и изненадва бригада хесенски войски на 26 декември в битката за Трентън.